# Războaiele Samnite

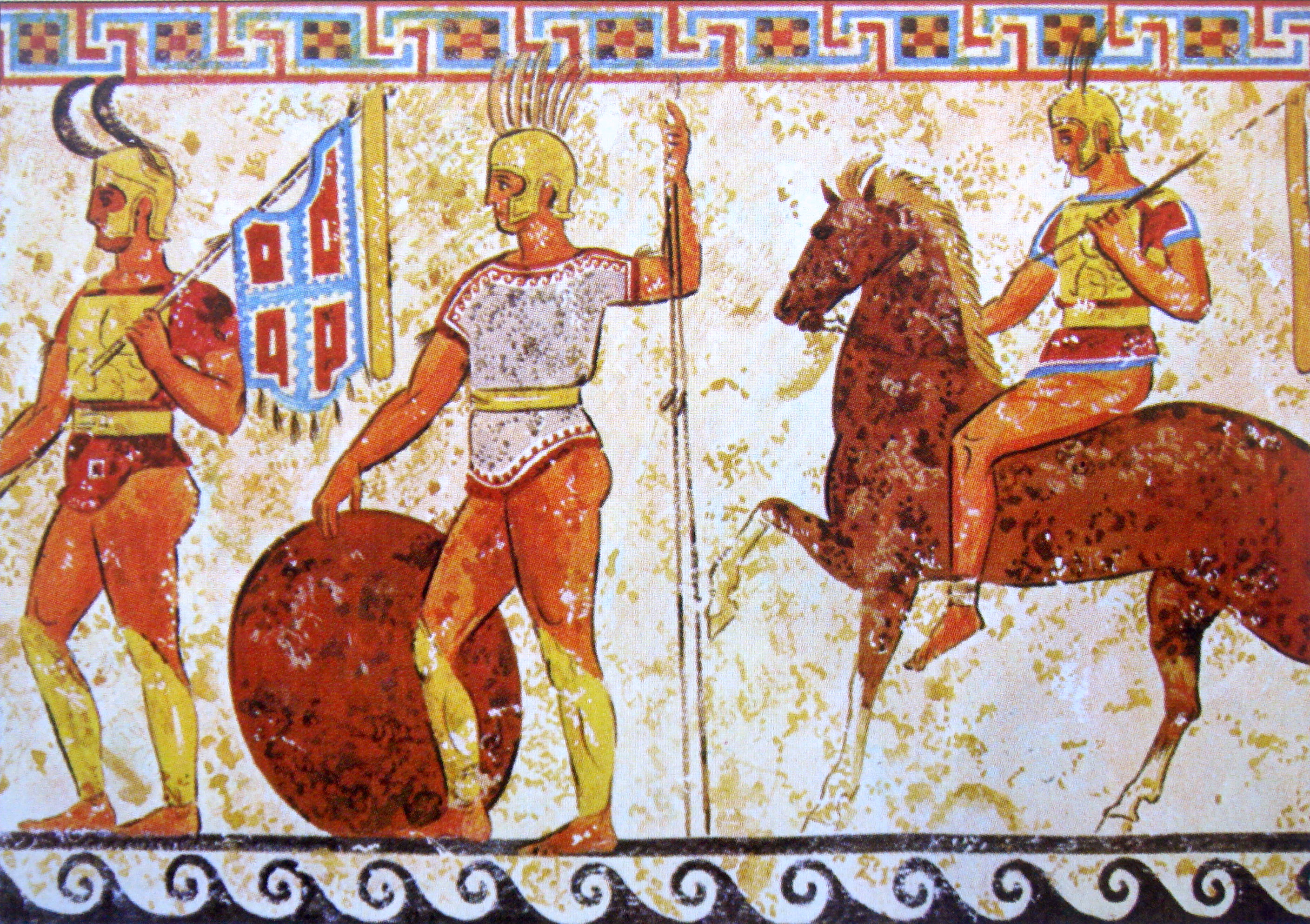
Soldați samniți - frescă găsită la Paestum.

Primul, al doilea și al treilea război al Republicii Romane cu triburile samnite au durat 67 de ani și au implicat aproape toate statele din Peninsula Italică. Șirul de lupte s-a încheiat cu dominația romană asupra samniților. Samniții, care stăpâneau Apeninii la sud-est de Lazio, au fost printre primii adversari mai puternici ai Romei.

## Primul război (343 e.v.- 341 e.v.)
Timp de secole triburile de samniți (sau sabelli) care trăiau în munții Apenini s-au luptat pentru a deschide o cale spre câmpie și la Marea Mediterană. Dar etruscii și latinii i-au ținut în șah, astfel încât în ultima sută de ani direcția lor de expansiune nu au fost spre Lazio, ci spre est și sud-est. Atacurile s-au mai slăbit pe măsură ce s-au obișnuit cu o viață mai tranchilă în noua zonă (în regiunea Campania), au devenit mai puțin războinici și mai prost echipați pentru a face față fraților samniți din munți. La mijlocul secolului al IV-lea e.v., grupul cel mai puternic din munți, o confederație de samniți, a năvălit în vale asupra precursorilor lor mai civilizați din Campania. Mai la est și sud, lucanii și bruttii erau presați de coloniile grecești din Magna Graecia. Războinicii, păstori samniți de pe înălțimile din apropiere, intenționau să utilizeze pajiștile câmpiilor pentru animalele lor: terenuri pe care oamenii de la câmpie le îngrădiseră. Grecii au cerut ajutor Epirului, iar cei de la câmpie, din Campania, au cerut sprijin Romei, care le-a venit în ajutor. Trimișii romani au mers la conducătorii samniților de pe înălțimi pentru discuții, dar au fost tratați în mod grosolan. Războiul între Roma și samniți era iminent.
Primul război samnit a fost scurt. Acesta a fost marcat de victorii romane pe câmpul de luptă și de o revoltă din partea soldaților, care a fost stinsă de atașamentul față de distinsul dictator Marcus Valerius Corvus. Despre Marcus Valerius Corvus se spunea că în tinerețe a învins în luptă un campion galic. Războiul a durat doi ani, sfârșindu-se în anul 341 e.v. cu Roma triumfătoare și samniții dispuși să facă pace.
Războiul a fost încheiat de o pace pripită pentru că romanii au dezertat pentru a suprima o revoltă a aliaților lor latini. Membrii Ligii Latine au fost forțați să intre în Războiul Samnit fără consultarea lor, astfel încât ei au respins dependența lor față de Roma.
Primul război samnit a dus la dominația romană asupra unor terenuri extrem de bogate din Campania cu capitala la Capua. Istoricii romani și-au modelat descrierile despre începutul acestui război pe baza relatărilor istoricului grec Tucidide despre izbucnirea Războiului peloponesiac dintre Atena și Sparta. Cu toate acestea, probabil că ei au spus adevărul că cei din zonele de câmpie i-au chemat pe romani pentru a-i ajuta contra celor din munți. Dacă este adevărat acest lucru atunci acest incident este primul din multele cazuri când Roma a plecat la război după ce a fost invitată într-o alianță de către un stat mai slab aflat deja la război și primul caz când după ce a distrus amenințarea a asimilat și pe statul aliat - pe cel care i-a cerut ajutorul. În orice caz, din acest moment regiunea Campania a devenit puternic atașată de Roma, acordându-se locuitorilor de aici cetățenie romană, dar fără drept de vot (civitas sine suffragio). Regiunea Campania a dus la creșterea puterii Romei și a măririi forței sale de muncă.

## Al doilea război (326 e.v.-304 e.v.)
În 327 războiul a început iarăși între samniții de pe dealuri și cei așezați în câmpia din Campania. Samniții au întemeiat o garnizoană la Napoli — orașul locuit de greci. Din nou, cei de la câmpie au solicitat ajutor Romei și din nou Roma a mers la război împotriva samniților. Curând romanii s-au confruntat cu samniții în mijlocul văii râului Liris, începând astfel Al Doilea Război cu Samniții sau Marele Război cu Samniții (326-304 e.v.) care a durat douăzeci de ani. În prima jumătate a războiului Roma a suferit înfrângeri grave, dar în a doua jumătate a început refacerea Romei și reorganizarea armatei sale care a dus la victoria finală.
La început, armatele romane au ieșit biruitoare și în 321 e.v. samniții au cerut pace dar, condițiile oferite au fost atât de severe încât au fost respinse și războiul a continuat.
În același an (321 e.v.), doi consuli, conducând o forță invadatoare în Samnium, au fost prinși într-o trecătoare montană cunoscută sub numele de Caudium. Aici n-au putut nici să avanseze, nici să se retragă astfel încât după o luptă disperată, trupele romane ar fi fost anihilate dacă nu ar fi acceptat condițiile umilitoare impuse de conducătorul samniților victorioși, Gaius Pontius. Trupele au fost dezarmate și obligate să treacă pe sub un jug, om după om, ca un dușman învins și demn de rușine. Acest ritual străvechi era o formă de subjugare prin care cel învins va trebui să se aplece și să treacă pe sub un jug care era folosit de obicei la boi. (În acest caz jugul a fost făcut din sulițele romanilor, iar cea mai mare rușine a unui soldat roman era să-și piardă sulița).
Șase sute de Equites au trebuit să fie predați ca ostatici. Între timp consulii captivi au semnat un tratat de pace pe cinci ani în condițiile cele mai favorabile pentru samniți. Istoricii târzii romani, cu toate acestea, au încercat să nege această umilință, inventând faptul că Roma a respins pacea și s-a răzbunat pe samniți.
Războiul a stagnat timp de cinci ani. Roma a așteptat ca tratatul să expire, între timp consolidând armata sa prin mărirea numărului de recrutări.
În 320 și 319 î.Hr., romanii s-au întors pentru a se răzbuna contra samniților și i-au învins în ceea ce istoricul roman Titus Livius a descris ca fiind unul dintre cele mai mari evenimente din istoria romană. Dar, în 315 î.Hr., după reluarea ostilităților, Roma a suferit o înfrângere zdrobitoare la Lautulae.
Până în 314 î.Hr, succesul părea să fie de partea C. Campania a fost pe punctul de a abandona Roma. Pacea a fost stabilită între Roma și unele orașe samnite. Apoi, în 311 î.Hr., orașe etruscilor au decis să se alăture samniților în lupta contra puterii romane. Intervenția etruscilor în 311 î.Hr. a făcut ca pacea ce dura de patruzeci de ani de să se termine.
După primul șoc romanii i-au învins pe ambii lor dușmani. Războiul a devenit un fel de concurs pentru dominația Italiei. Între 311 și 304, romanii și aliații lor au câștigat o serie de victorii atât împotriva etruscilor (310 la Perusia), dar și contra samniților. În 308 etruscii au cerut pace care le-a fost acordată în condiții severe. În 304 samniții au cerut pacea, care le-a fost acordată în condiții probabil severe, dar nu zdrobitoare. Pentru a se asigura, romanii au cerut să facă inspecții periodice. Pacea a fost stabilită între romani și samniți până în anul 298.
Conform unor surse antice Roma a adoptat falanga (formații dense de hopliți) de la etrusci (folosite în secolul al VI-lea și al V-lea î.Hr.), dar mai târziu au preluat de la samniți sistemul bazat pe manipule, probabil din cauza succeselor militare a samniților contra Romei. Formațiile tip manipule erau mult mai flexibile și permiteau manevre mai complexe.
În timpul acestor ani, Roma a organizat o marină rudimentară, a construit primele drumuri militare (construcția la Via Appia a început în 312 î.Hr., iar la Via Valeria în 306) și a mărit taxele și efectivele militare așa cum reiese din creșterea numărului de tribuni militari aleși de la 6 la 16.
În perioada 334–295 î.Hr., Roma a întemeiat 13 colonii împotriva samniților  și a creat șase noi triburi rustice în teritoriul anexat. În ultimii ani de război, romanii și-au extins puterea lor și în nordul Etruriei și Umbriei. Câteva campanii încununate de succes au forțat orașele din aceste zone să deină aliați ai Romei.

## Al treilea război (298 î.Hr.-290 î.Hr.)
În perioada dintre războaie, Republica romană a continuat să-și extindă puterea sa în Italia centrală. Tribul Aequi a fost zdrobit într-o scurtă campanie în 304 î.Hr.. Triburile vecine, abruzzii, marsii, paelignii, marrucinii și frentanii au încheiat tratate de alianță permanentă cu Roma în același an. Vestinii au făcut același lucru în 302 î.Hr.. Roma a consolidat aceste victorii întemeind colonii la Sora, Alba Fucens și Carseoli. Ostilitățile cu etruscii au fost reluate în 302 și în 299 Roma a capturat orasul umbrian Nequinum. Din această cauză, la izbucnirea celui de-al treilea război cu samniții în 298, romanii au fost din nou nevoiți să lupte pe multiple fronturi. Al treilea război reprezintă prima încercare a oamenilor din Italia să se unească împotriva Romei, forțele samnite fiind aliate cu etruscii, umbrianii și galii din nord.
În 298 î.Hr. romanii au ales pe consulii L. Cornelius Scipio Barbatus și Cn. Fulvius Maximus Centumalus. Sarcofagul primului s-a păstrat și pe el este inscripționat un epitaf care pretinde că ei au capturat Taurasia și Cisauna în Samnium, au supus toată Lucania și au adus ostatici. Inscripția nu precizează în ce an au avut loc aceste evenimente, dar este sigur că se referă la isprăvile lui Scipio în timpul consulatului său. Data exactă a inscripției este disputată, dar se estimează că se referă la perioada jumătatea celui de-al treilea secol - începutul celui de-al doilea secol î.Hr.. Totuși chiar dacă ultima dată este corectă, totuși ea este cea mai veche mărturie care se păstrează despre războaiele samnite.
Potrivit lui Titus Livius și Dionis din Halicarnas războiul a început ca urmare a unui atac al samniților contra lucanianilor. Nefiind în stare să reziste, lucanianii au trimis ambasadori și ostatici la Roma pentru a stabili o alianță. Romanii au acceptat oferta și au trimis fețiali pentru a insista ca samniții să evacueze Lucania, aceștia au refuzat și războiul a început. Dacă Scipio a fost cel care a negociat tratatul cu lucanianii și a primit ostaticii, atunci se explică de ce mai târziu a afirmat că a subjugat și Lucania. Potrivit lui Dionis adevărata cauză a războiului a fost nu compasiunea pentru lucani a romanilor, ci teama lor că samniții vor deveni și mai puternici dacă subjugă pe lucani. Roma posibil că a dorit să provoace în mod deliberat un nou război, aliindu-se cu dușmanii samniților.
Titus Livius spune că în 298 consulii au împărțit între ei comanda militară. Scipio a primit Etruria și Fulvius Samnium. Apoi Scipio a  mărșăluit spre Volaterrae unde a dat o luptă nedecisivă contra etruscilor înainte de a se retrage la Falerii. Aici și-a așezat tabăra și a început să atace ținuturile etruscilor. Între timp se pare că Fulvius a câștigat o bătălie contra samniților la Bovianum și apoi a atacat și a cucerit mai întâi Bovianum și mai târziu Aufidena. Pentru victoriile sale contra samniților, Fulvius a sărbătorit printr-un triumf. Scrieriie lui Frontinus spun despre trei strategii ale lui "Fulvius Nobilior" în timpul luptei contra samniților în Lucania. Cognomenul Nobilior nu apare înregistrat nicăieri înainte de anul 255, cu mult timp după terminarea războaielor samnite. Prin urmare o explicație plauzibilă este că acest Nobilior este o greșeală și cele trei strategii trebuiesc atribuite consulului din 298. Totuși, așa cum este menționat mai sus, epitaful lui Scipio revendică că acesta a luptat contra samniților, dar nu la Bovianum și Aufidena, ci la Taurasia și Cisauna. Taurasia probabil că este localizată în valea Tammaro, locația Cisaunei este necunoscută. Problema este complicată de Fasti Capitolini, potrivit căruia Fulvius a fost triumfător atât contra samniților cât și împotriva etruscilor.

## Cronologie

### Primul război
- 343 î.Hr. - Începe primul război cu samniții.
- 342 î.Hr. - Bătălia de la Muntele Gaurus.
- 341 î.Hr. - Roma se retrage din conflictul cu samniții și intră în Războiul latin de partea samniților.

### Al doilea război
- (327 î.Hr. - Cucerirea orașului Napoli)
- 326 î.Hr. - Începe al doilea război cu samniții.
- 321 î.Hr. - Bătălia de la Furcile Caudine (Caudium).
- 320 î.Hr. - Fregellae este distrus de samniți.
- 315 î.Hr. - Bătălia de la Lautulae.
- 314 î.Hr. - Bătălia de la Teracina - victorie romană sub conducerea lui Fabius Rulianus.
- 311 î.Hr. - Etruscii se aliază cu samniții contra Romei.
- 310 î.Hr. - Bătălia de la Lacul Vadimo dintre legiunile romane și etrusci.
- 308 î.Hr. - Războiul ia amploare datorită faptului că alte popoare intră în luptă contra Romei. (Umbrianii, Picentinii și Marsianii).
- 306 î.Hr. - Hernicii se revoltă împotriva Romei (Livy ix. 42).
- 305 î.Hr. - Bătălia de la Bovianum se termină, samniții sunt înfrânți, principala rezistență a samniților este anihilată.
- 304 î.Hr. - Aequii sunt învinși.
- 304 î.Hr. - Al doilea război se sfârșește. Roma întemeiază noi colonii și obține controlul majorității centrului și sudului Italiei.

### Al treilea război
- 298 î.Hr. - Începe al treilea război cu samniții.
- 298 î.Hr. - Batălia de la Volterra
- 298 î.Hr. - Romanii cuceresc orașele samnite Taurasia, Bovianum Vetus și Aufidena.
- 297 î.Hr. - Consulul Fabius Maximus Rullianus înfrânge pe samniți lângă Tifernum (Liv. 10.14).
- 295 î.Hr. - Batălia de la Sentinum.
- 294 î.Hr. - Victorie a samniților la Luceria.
- 293 î.Hr. - Batălia de la Aquilonia.
- 291 î.Hr. - Romanii distrug orașul samnit Venusia.
- 290 î.Hr. - Se termină al treilea război.